# Sint-Antoniuskerk (Ingooigem)

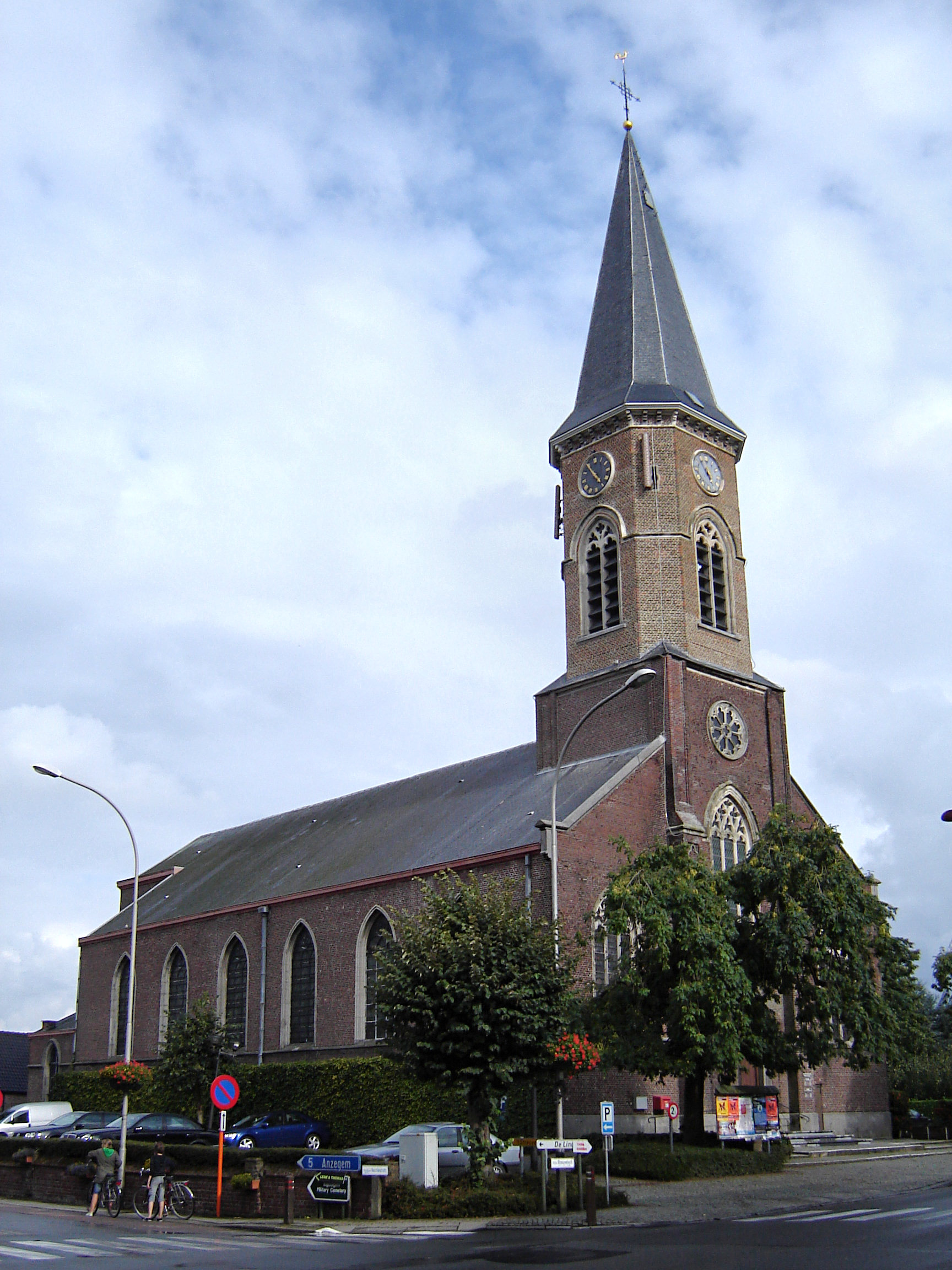
Sint-Antoniuskerk

De Sint-Antoniuskerk (ook: Sint-Antonius Abtkerk) is de parochiekerk van de tot de West-Vlaamse gemeente Anzegem behorende plaats Ingooigem, gelegen aan de Stijn Streuvelsstraat 1.

## Geschiedenis
De oudste vermelding van een kerkgebouw is van 1179, toen het patronaatsrecht van de kerk geschonken werd aan de Abdij van Saint-Nicolas des Prés.
In 1579 werd de klok van de kerk door de geuzen geroofd en ook de malcontenten lieten zich niet onbetuigd. Na herstel bestond er een driebeukige kerk met middentoren, welke voorzien was van een achtkante bovenbouw. Deze werd vervangen door de huidige kerk, welke in 1854-1856 gebouwd werd naar ontwerp van Pierre Nicolas Croquison.

## Gebouw
Het betreft een driebeukige bakstenen kerk onder zadeldak met een ingebouwde westtoren en driezijdig afgesloten koor.

## Interieur
Het kerkmeubilair is hoofdzakelijk neogotisch en stamt uit de 2e helft van de 19e eeuw. Het hoofdaltaar is vermoedelijk van de 1e helft van de 18e eeuw. Het orgel is van 1880 en werd vervaardigd door Hooghuis. De kerk bezit een gepolychromeerd houten Sint-Antoniusbeeld dat 16e-eeuws is.

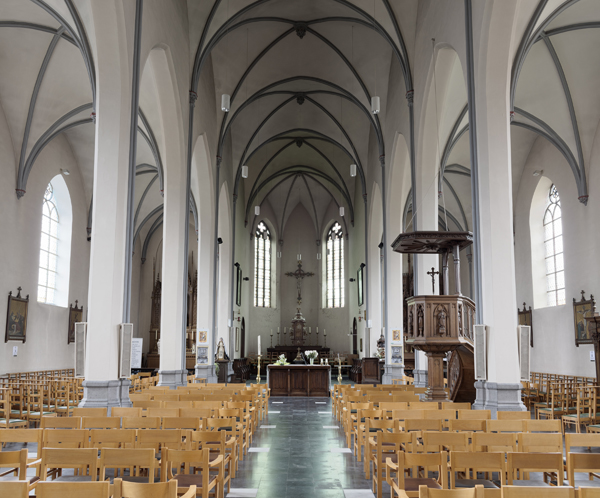
Interieur
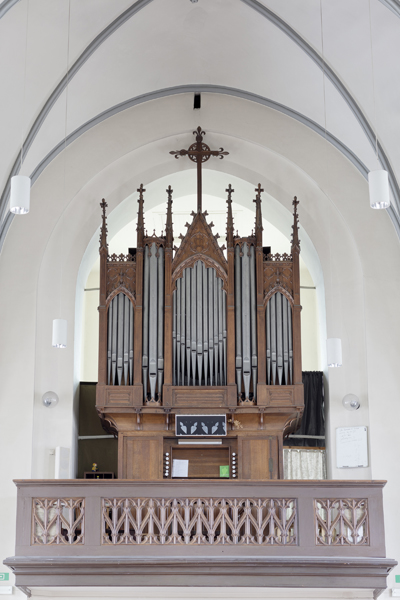
Orgel
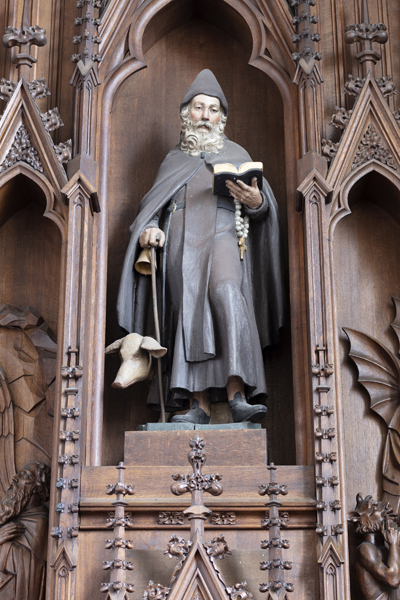
Beeld van Sint Anthonius
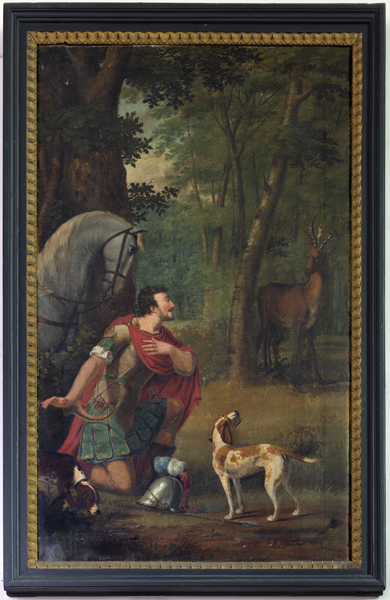
Schilderij (Sint Hubertus)
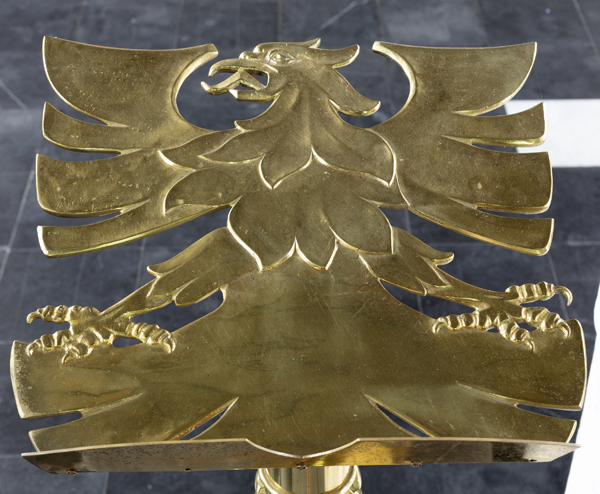
Lessenaar (detail)